# Karl-Heinz Janßen
Karl-Heinz Janßen (* 17. November 1930 in Carolinensiel; † 26. März 2013 in Hamburg) war ein deutscher Journalist und von 1963 bis 1998 Redakteur der Wochenzeitung Die Zeit. Er arbeitete als Historiker zur deutschen Zeitgeschichte.

## Leben
Karl-Heinz Janßen wurde als Sohn des Landarbeiters Johann Wilhelm Janßen und seiner Frau Johanne, geb. Rocker, in Carolinensiel an der Nordsee (Ostfriesland/Kreis Wittmund) geboren und wuchs in einem evangelisch-lutherisch geprägten Elternhaus auf. Nach dem Abitur an der Staatlichen Oberschule für Jungen (Mariengymnasium) in Jever im Frühjahr 1950 arbeitete Janßen für Tageszeitungen im oldenburgisch-ostfriesischen Raum und studierte seit Mai 1953 Geschichte an der Albert-Ludwigs-Universität Freiburg, wo er im Dezember 1957 mit einer Arbeit über die Kriegsziele der deutschen Bundesstaaten 1914–1918 bei Gerhard Ritter promoviert wurde. In seiner journalistischen Arbeit nahm er an vielen Debatten zum Nationalsozialismus teil, u. a. zum Reichstagsbrand. Er veröffentlichte Untersuchungen zur deutschen Zeitgeschichte, im Jahr 1999 erschien das Buch über die treibende Rolle der Wehrmacht bei der Auslösung des Zweiten Weltkriegs.
Im Interessenkonflikt zwischen journalistischer und wissenschaftlicher Arbeit hat Janßen diese Maxime aufgestellt:

„Einem Journalisten mag es erlaubt sein, unter bestimmten Voraussetzungen Tatsachen ein wenig auszuschmücken oder zu verschönern, damit sie sich leichter und fließender lesen – einem Wissenschaftler hingegen darf man es nicht nachsehen.“

Auf einer persönlichen Nachrichtenseite dokumentierte er in den sechziger Jahren Woche für Woche den Verlauf des Vietnamkrieges.
Karl-Heinz Janßen verstarb 82-jährig in Hamburg und wurde in der Baumgräberanlage (Planquadrate Bl 58/Bm 58) auf dem Friedhof Ohlsdorf beigesetzt. 

## Plan Otto
Janßen vertrat die These, das Oberkommando des Heeres habe ohne Befehl und Wissen Hitlers seit Anfang Juni 1940 im sogenannten Plan Otto einen Blitzkrieg zur Zerstörung der Roten Armee und Eroberung großer Teile Russlands im Spätsommer 1940 vorbereitet und Hitler zum Krieg gedrängt. Der Militärhistoriker Klaus Jochen Arnold wies diese Deutung als von NS-Dokumenten nicht gedeckt und verschwörungstheoretisch zurück.

## Werke (Auswahl)
- mit Haug von Kuenheim, Theo Sommer (Hrsg.): DIE ZEIT. Geschichte einer Wochenzeitung 1946 bis heute. Siedler, Berlin 2006, ISBN 3-88680-847-5.
- „Und morgen die ganze Welt...“ Deutsche Geschichte 1871–1945, Donat Verlag, Bremen 2003, ISBN 3-934836-30-5.
- mit Carl Dirks: Der Krieg der Generäle. Hitler als Werkzeug der Wehrmacht. Propyläen, Berlin 1999. ISBN 978-3-549-05590-8 und Ullstein, Berlin 2001, ISBN 3-548-36277-X.
- mit Fritz Tobias: Der Sturz der Generäle, C.H. Beck Verlag, München 1994, ISBN 3-406-38109-X.
- mit Uwe Backes/Eckhard Jesse/Henning Köhler/Hans Mommsen/Fritz Tobias: Reichstagsbrand – Aufklärung einer historischen  Legende. Piper, München 1986, ISBN 3-492-03027-0.
- Die Kriegsziele der Bundesstaaten (1914–1918). Maschinenschr. Manuskript. (Freiburg (Breisgau), Univ., Diss., 1957).